# Trzynasta opowieść
Trzynasta opowieść (ang. The Thirteenth Tale) – brytyjski dramat z 2013 roku w reżyserii Jamesa Kenta, powstały na podstawie powieści Diane Setterfield pt. The Thirteenth Tale z 2006 roku. Wyprodukowana przez wytwórnię Heyday Films.
Premiera filmu odbyła się 30 grudnia 2013 na brytyjskim kanale BBC Two w Wielkiej Brytanii. Zdjęcia do filmu zrealizowano w Helmsley, Driffield, Skipton, Wentworth, Doncaster, Leeds oraz na stacji kolejowej w Ribblehead w Anglii w Wielkiej Brytanii.

## Opis fabuły
Powieściopisarka Vida Winter (Vanessa Redgrave) zatrudnia pisarkę, aby przed śmiercią opowiedzieć jej historię swojego życia. Wyjawia sekrety i wspomina dzieciństwo.

## Obsada
Źródło: Filmweb
- Sophie Turner jako Adelina March
- Vanessa Redgrave jako Vilda Winter
- Olivia Colman jako Margaret Lea
- Steven Mackintosh jako doktor Clifton
- Robert Pugh jako John "The Dig"
- Tom Goodman-Hill jako doktor Mawsley
- Alexandra Roach jako Hester Barrow
- Michael Jibson jako Charlie Angelfield
- Emily Beecham jako Isabelle Angelfield
- Antonia Clarke jako Emmeline March
- Adam Long jako Ambrose Proctor
- Lizzie Hopley jako Theodora Mawsley
- Gordon Winter jako Aurelius Love
- Madeleine Power jako młoda Adeline / Emmeline
- Alice Barlow jako Moira
- Isabel Barlow jako młoda Margaret
- Jacqueline Davis jako Judith
- Martin Wimbush jako Peter Lomax